# Navares de las Cuevas
Navares de las Cuevas – gmina w Hiszpanii, w prowincji Segowia, w Kastylii i León, o powierzchni 18,88 km². W 2011 roku gmina liczyła 23 mieszkańców.